# Dolores del Río
Dolores del Río, punim imenom  María de los Dolores Asúnsolo López-Negrete (Durango, 3. kolovoza 1904. - Newport Beach u Kaliforniji, 11. travnja 1983.), meksička filmska glumica, prva latinoamerička glumica u Hollywoodu, zvijezda američkih nijemih filmova dvadesetih i tridesetih godina te jedna od najutjecajnijih glumica tijekom Zlatnog doba meksičkog filma četrdesetih i pedesetih godina 20. stoljeća. 
Rođakinja je priznatog meksičkog glumca Ramona Novarra i jedna od najpoznatijih graditeljica američko-meksičkih odnosa. Za svoja dostignuća u filmskoj umjetnosti nagrađena je zvijezdom na Hollywoodskoj stazi slavnih te se ubraja u velikane meksičke kinematografije kao jedna od rijetkih koja je uspješno igrala i u meksičkim i u američkim filmovima. Za svoga života prozivana je ženskim Rudolphom Valentinom i izvornom osobinskom ulogom "latino-ljubavnice".
Rođena je i odgojena u meksičkoj aristokratskoj obitelji, bliskoj američkom plemstvu, koja je u Kaliforniju prebjegla zbog izbijanja Meksičke revolucije- Između ostalog, bila je u romantičnim vezama s njemačkim književnikom Erichom Mariom Remarqueom i američkim redateljem Orsonom Wellesom. Smatra se i pionirkom bikinija tj. dvodijelnih kupaćih kostima. Bila je bliska prijateljica Marlene Dietrich. 

## Vanjske poveznice
- Životopis na IMDb-u